# 红斑高山蝮
红斑高山蝮（学名：Gloydius rubromaculatus），一种分布于中国西北地区青海省三江源地区的毒蛇，隶属于蝰科亚洲蝮属。其种加词“rubromaculatus”意为“红色的斑纹”。
红斑高山蝮以蛾类昆虫为食（寡夜蛾属 Sideridis sp.），这在亚洲蝮属乃至整个蛇亚目中都相对罕见。

## 形态特征
红斑高山蝮头部呈卵圆形。身体底色为浅灰黄色，背部两侧各有一行带黑色边缘的鲜红色圆形斑块。

## 保护
本种于2023年被收录入《有重要生态、科学、社会价值的陆生野生动物名录》。